# Fuad Siniora
Fuad Siniora (em árabe, فؤاد السنيوره) foi o Primeiro Ministro do Líbano, uma posição que assumiu de 19 de julho de 2005, sucedendo Najib Mikati, até 9 de novembro de 2009, sucedido por Saad Hariri.
Nascido em uma família muçulmana sunita em Sidon em 1943, Siniora foi amigo do falecido Primeiro Ministro Rafiq Hariri por mais de 45 anos. Formado em administração pela American University of Beirut, Siniora foi ministro das finanças durante a maior parte do período do pós-guerra no Líbano. Depois de trabalhar para o Citibank e lecionar em sua universidade em Beirute na década de 1970, Siniora trabalhou para o comitê de auditoria do Banco Central antes de trabalhar para Hariri em 1982 em seu negócio em crescimento, onde ocupou vários cargos. Siniora é casado com Huda Bsat, com quem tem três filhos. Seus interesses incluem escrever poesia e literatura árabe.
Fouad Siniora tem fortes laços com finanças internacionais. Amigo dos negócios, ele é considerado um defensor do liberalismo econômico. Ele era um conselheiro próximo de Rafik Hariri e é muito próximo de seu filho Saad Hariri. Ele serviu como Ministro das Finanças de 1992 a 1998 e de 2000 a 2004. Siniora foi o principal apoiador da conferência Paris II em novembro de 2002 que permitiu ao Líbano arrecadar 2,6 bilhões de dólares. Ele foi acusado de corrupção e má administração após a queda de Hariri em 1998, quando foi visto como o principal conflito entre Hariri e o Presidente Émile Lahoud. Siniora foi destituído de todos os cargos em 2003 pelo parlamento. Em 2002, aboliu a maioria dos impostos do Líbano e introduziu um imposto sobre valor agregado. Sob seu mandato, a dívida pública do Líbano explodiu, embora sua responsabilidade por isso seja contestada.
Após a vitória da oposição anti-Síria nas eleições parlamentares realizadas em maio e junho de 2005, o Presidente Lahoud pediu a Fouad Siniora em 30 de junho para formar um governo. Ele renunciou à presidência do Grupo Méditerranée (uma holding bancária controlada pela família Hariri). Depois de negociações laboriosas com o presidente e as várias forças políticas, Siniora formou um governo em 19 de julho de 2005. É o primeiro governo formado após a retirada da Síria do Líbano e o primeiro governo a incluir membros do Hezbollah. Quanto ao Hezbollah, Siniora disse que "o governo considera a resistência uma expressão natural e honesta dos direitos nacionais do povo libanês de libertar sua terra e defender sua honra contra ameaças e agressões israelenses." Além do Movimento Patriótico Livre do General Michel Aoun, todas as correntes políticas estão representadas.
Em abril de 2006, Siniora e altos funcionários fizeram uma visita a Washington, encontrando-se com o presidente George W. Bush e membros do Conselho da administração Bush. Suas declarações públicas têm sido relativamente silenciosas em relação ao envolvimento da Síria no assassinato do Primeiro Ministro libanês al-Hariri-Hariri em 2005. Siniora não apóia a organização Hezbollah ou seus ataques. Ele discorda em algumas questões com Israel, como a ocupação da área das fazendas Shebaa e não dá informações sobre os campos minados no Líbano. Seu governo tem estado na vanguarda das mais recentes iniciativas de paz. Na sequência dos ataques de Israel ao Líbano em julho de 2006, manteve conversações com a ONU e vários países da União Europeia e dos Estados Unidos, para encontrar formas diplomáticas de alcançar a paz.